# La Douze
Pour les articles homonymes, voir Douze (homonymie).
La Douze est une commune française située dans le département de la Dordogne, en région Nouvelle-Aquitaine.

## Géographie

### Généralités
Incluse dans l'aire d'attraction de Périgueux, la commune de La Douze est située au centre du département de la Dordogne, en limite du Périgord central et du Périgord noir. Elle est bordée au nord par le ruisseau de Saint-Geyrac.
Le bourg, traversé par la route départementale (RD) 710, se situe, en distances orthodromiques, seize kilomètres au nord-nord-ouest du Bugue et dix-sept kilomètres au sud-est de Périgueux.
La commune est également desservie par les RD 6, 45 et 45E, ainsi que par la ligne ferroviaire de Périgueux à Agen, avec un arrêt en gare des Versannes.

### Communes limitrophes
La Douze est limitrophe de six autres communes, dont Sanilhac au nord-ouest par un quadripoint.
| Boulazac Isle Manoire, Sanilhac | Saint-Pierre-de-Chignac |                                     |
| Lacropte                        | La Douze                | Saint-Geyrac                        |
|                                 |                         | Saint-Félix-de-Reillac-et-Mortemart |

### Géologie et relief

#### Géologie
Situé sur la plaque nord du Bassin aquitain et bordé à son extrémité nord-est par une frange du Massif central, le département de la Dordogne présente une grande diversité géologique. Les terrains sont disposés en profondeur en strates régulières, témoins d'une sédimentation sur cette ancienne plate-forme marine. Le département peut ainsi être découpé sur le plan géologique en quatre gradins différenciés selon leur âge géologique. La Douze est située dans le troisième gradin à partir du nord-est, un plateau formé de calcaires hétérogènes du Crétacé.
Les couches affleurantes sur le territoire communal sont constituées de formations superficielles du Quaternaire et de roches sédimentaires datant pour certaines du Cénozoïque, et pour d'autres du Mésozoïque. La formation la plus ancienne, notée c4a(Bs), date du Santonien inférieur, composée de marnes à huîtres, calcaires crayeux en plaquettes gris à bryozoaires, puis grès carbonaté et sables jaunes (formation de Boussitran). La formation la plus récente, notée CFvs, fait partie des formations superficielles de type colluvions carbonatées de vallons secs : sable limoneux à débris calcaires et argile sableuse à débris. Le descriptif de ces couches est détaillé dans  la feuille « no 783 - Thenon » de la carte géologique au 1/50 000 de la France métropolitaine, et sa notice associée.

Carte géologique de La Douze.

#### Relief et paysages
Le département de la Dordogne se présente comme un vaste plateau incliné du nord-est (491 m, à la forêt de Vieillecour dans le Nontronnais, à Saint-Pierre-de-Frugie) au sud-ouest (2 m à Lamothe-Montravel). L'altitude du territoire communal varie quant à elle entre 132 m au lieu-dit les Taupinies, là où le ruisseau de Saint-Geyrac quitte la commune et continue sur celle de Saint-Pierre-de-Chignac, et 267 ou 268 m au sud, près du lieu-dit Mas Bouchard.
Dans le cadre de la Convention européenne du paysage entrée en vigueur en France le 1er juillet 2006, renforcée par la loi du 8 août 2016 pour la reconquête de la biodiversité, de la nature et des paysages, un atlas des paysages de la Dordogne a été élaboré sous maîtrise d’ouvrage de l’État et publié en octobre 2020. Les paysages du département s'organisent en huit unités paysagères et 14 sous-unités. La commune fait partie du Périgord central, un paysage vallonné, aux horizons limités par de nombreux bois, plus ou moins denses, parsemés de prairies et de petits champs.
La superficie cadastrale de la commune publiée par l'Insee, qui sert de référence dans toutes les statistiques, est de 23,05 km2,,. La superficie géographique, issue de la BD Topo, composante du Référentiel à grande échelle produit par l'IGN, est quant à elle de 23,83 km2.

### Hydrographie

#### Réseau hydrographique
La commune est située dans le bassin de la Dordogne au sein du Bassin Adour-Garonne. Elle est drainée par le ruisseau de Saint-Geyrac et par un petit cours d'eau, qui constituent un réseau hydrographique de 4 km de longueur totale,.
Le Saint-Geyrac, sous-affluent de l'Isle, d'une longueur totale de 20,36 km, prend sa source à Bars et se jette dans le Manoire en rive gauche à Boulazac Isle Manoire (territoire de l'ancienne commune de Saint-Laurent-sur-Manoire),. Il sert de limite territoriale au nord sur trois kilomètres et demi avec Saint-Pierre-de-Chignac.

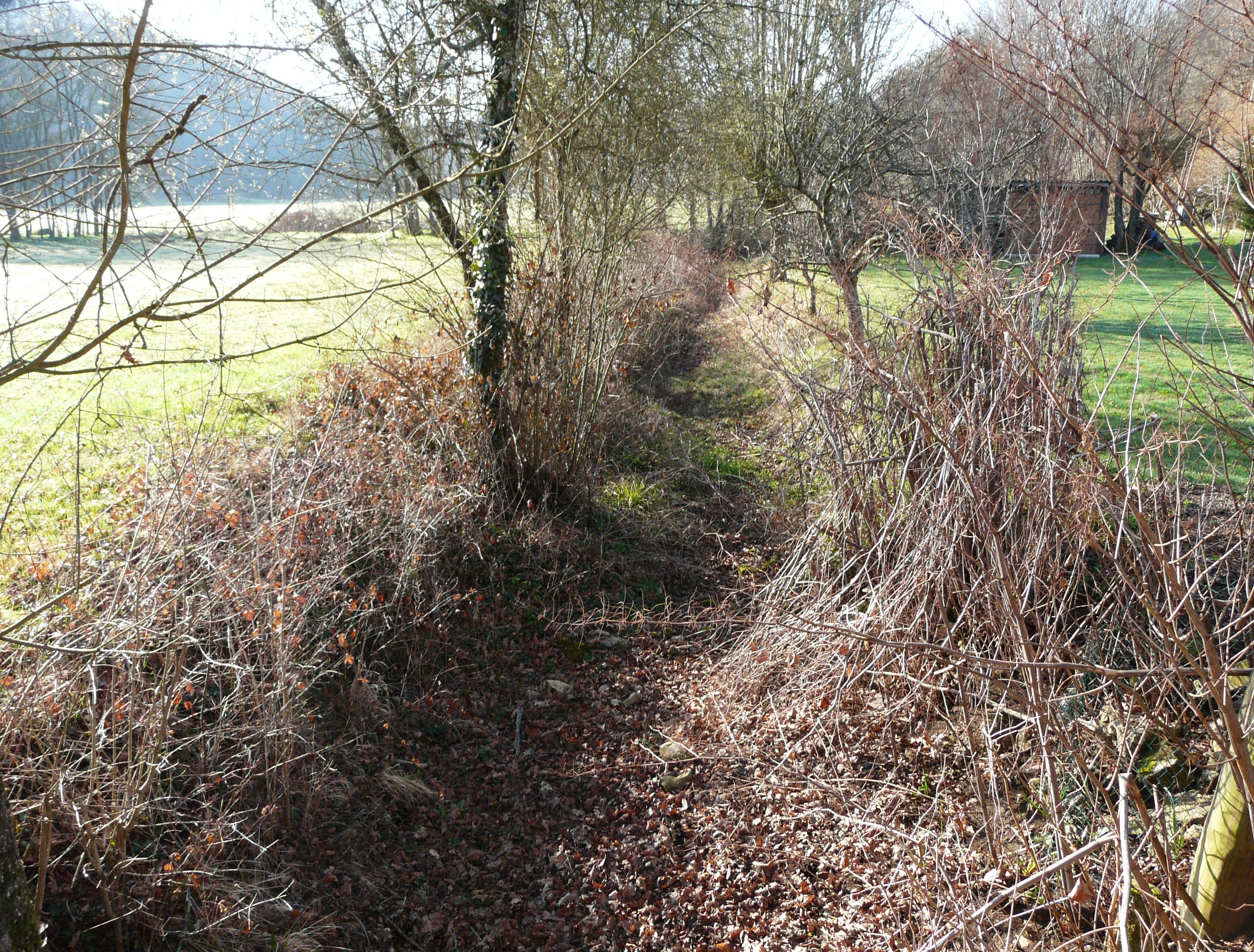
Le lit à sec du ruisseau de Saint-Geyrac près des Taupinies.
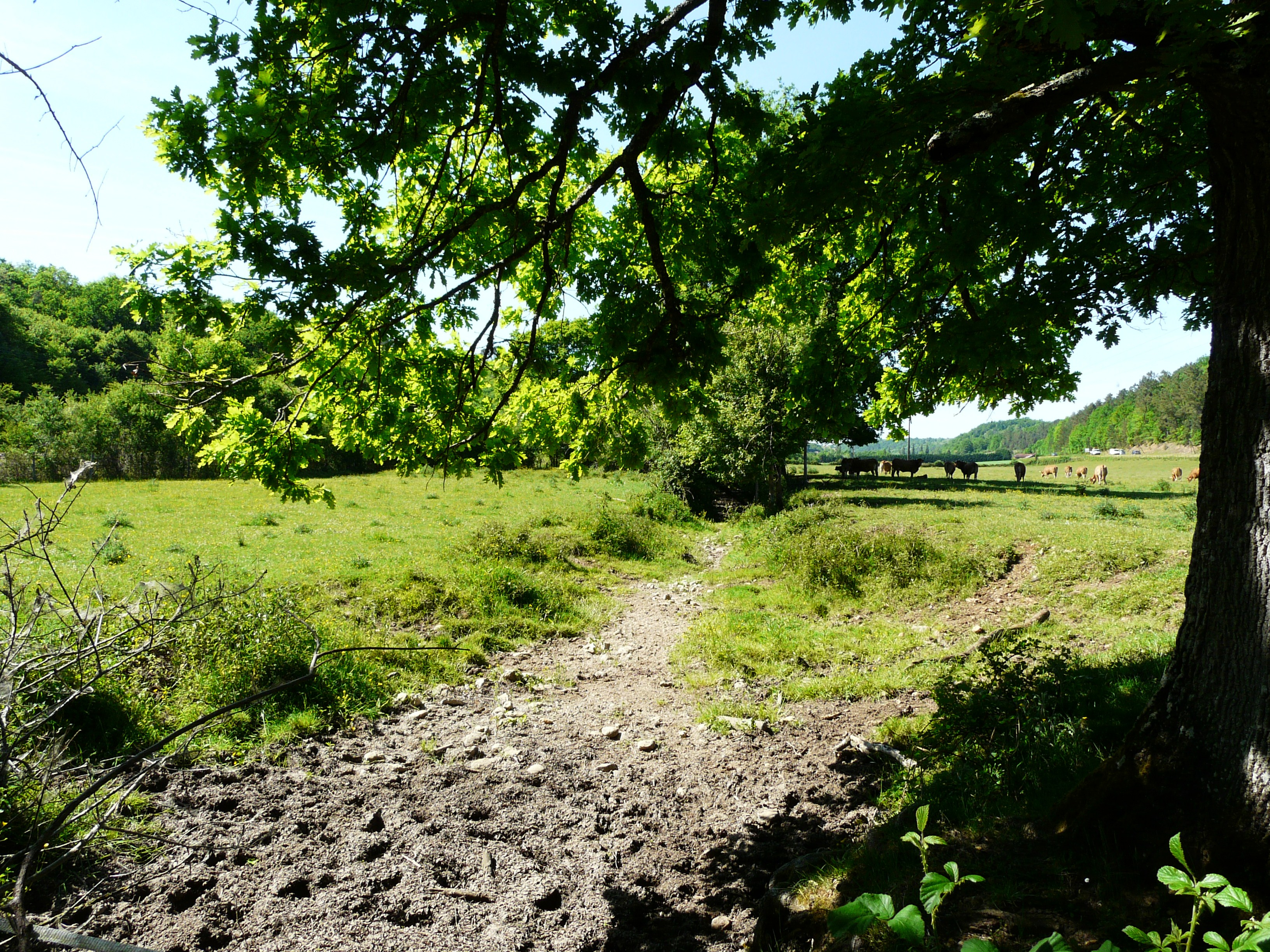
Idem.
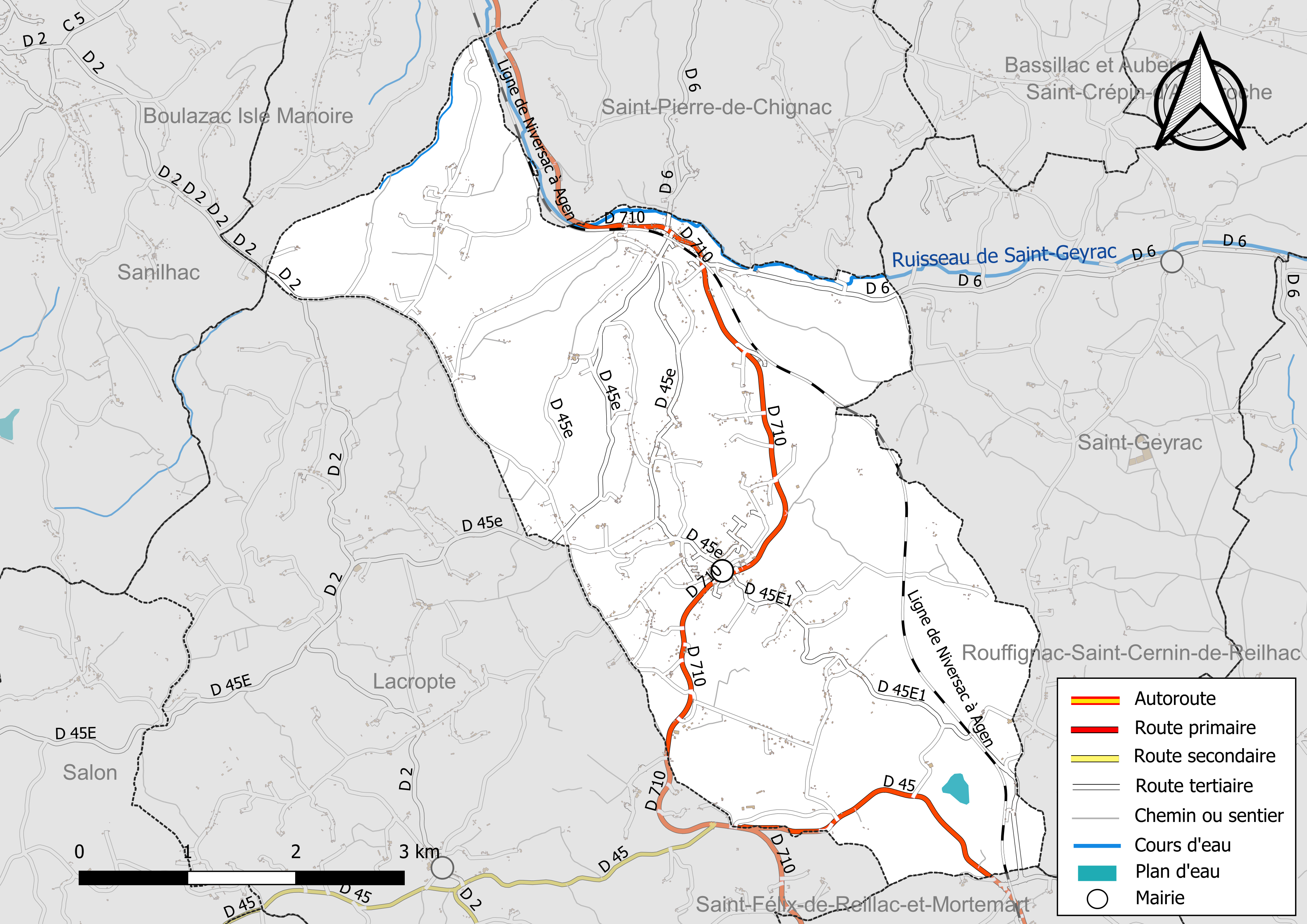
Réseaux hydrographique et routier de La Douze.

#### Gestion et qualité des eaux
Le territoire communal est couvert par le schéma d'aménagement et de gestion des eaux (SAGE) « Isle - Dronne ». Ce document de planification, dont le territoire regroupe les bassins versants de l'Isle et de la Dronne, d'une superficie de 7 500 km2, a été approuvé le 2 août 2021. La structure porteuse de l'élaboration et de la mise en œuvre est l'établissement public territorial de bassin de la Dordogne (EPIDOR). Il définit sur son territoire les objectifs généraux d’utilisation, de mise en valeur et de protection quantitative et qualitative des ressources en eau superficielle et souterraine, en respect des objectifs de qualité définis dans le troisième SDAGE  du Bassin Adour-Garonne qui couvre la période 2022-2027, approuvé le 10 mars 2022.
La qualité des eaux de baignade et des cours d’eau peut être consultée sur un site dédié géré par les agences de l’eau et l’Agence française pour la biodiversité.

### Climat
Pour des articles plus généraux, voir Climat de la Nouvelle-Aquitaine et Climat de la Dordogne.
En 2010, le climat de la commune est de type climat océanique altéré, selon une étude s'appuyant sur une série de données couvrant la période 1971-2000. En 2020, Météo-France publie une typologie des climats de la France métropolitaine dans laquelle la commune est toujours exposée à un climat océanique altéré et est dans la région climatique  Aquitaine, Gascogne, caractérisée par une pluviométrie abondante au printemps, modérée en automne, un faible ensoleillement au printemps, un été chaud (19,5 °C), des vents faibles, des brouillards fréquents en automne et en hiver et des orages fréquents en été (15 à 20 jours).
Pour la période 1971-2000, la température annuelle moyenne est de 12,2 °C, avec  une amplitude thermique annuelle de 15 °C. Le cumul annuel moyen de précipitations est de 949 mm, avec 12,2 jours de précipitations en janvier et 6,9 jours en juillet. Pour la période 1991-2020, la température moyenne annuelle observée sur la station météorologique la plus proche, située sur la commune de Bassillac et Auberoche à 11 km à vol d'oiseau, est de 13,1 °C et le cumul annuel moyen de précipitations est de 480,0 mm. Pour l'avenir, les paramètres climatiques de la commune estimés pour 2050 selon différents scénarios d’émission de gaz à effet de serre sont consultables sur un site dédié publié par Météo-France en novembre 2022.

## Urbanisme

### Typologie
Au 1er janvier 2024, La Douze est catégorisée commune rurale à habitat dispersé, selon la nouvelle grille communale de densité à 7 niveaux définie par l'Insee en 2022.
Elle est située hors unité urbaine. Par ailleurs la commune fait partie de l'aire d'attraction de Périgueux, dont elle est une commune de la couronne,. Cette aire, qui regroupe 49 communes, est catégorisée dans les aires de 50 000 à moins de 200 000 habitants,.

### Occupation des sols
L'occupation des sols de la commune, telle qu'elle ressort de la base de données européenne d’occupation biophysique des sols Corine Land Cover (CLC), est marquée par l'importance des forêts et milieux semi-naturels (49,6 % en 2018), une proportion sensiblement équivalente à celle de 1990 (49 %). La répartition détaillée en 2018 est la suivante : 
forêts (49,1 %), zones agricoles hétérogènes (25,8 %), prairies (11,6 %), terres arables (11,2 %), zones industrielles ou commerciales et réseaux de communication (1,9 %), milieux à végétation arbustive et/ou herbacée (0,5 %). L'évolution de l’occupation des sols de la commune et de ses infrastructures peut être observée sur les différentes représentations cartographiques du territoire : la carte de Cassini (XVIIIe siècle), la carte d'état-major (1820-1866) et les cartes ou photos aériennes de l'IGN pour la période actuelle (1950 à aujourd'hui).

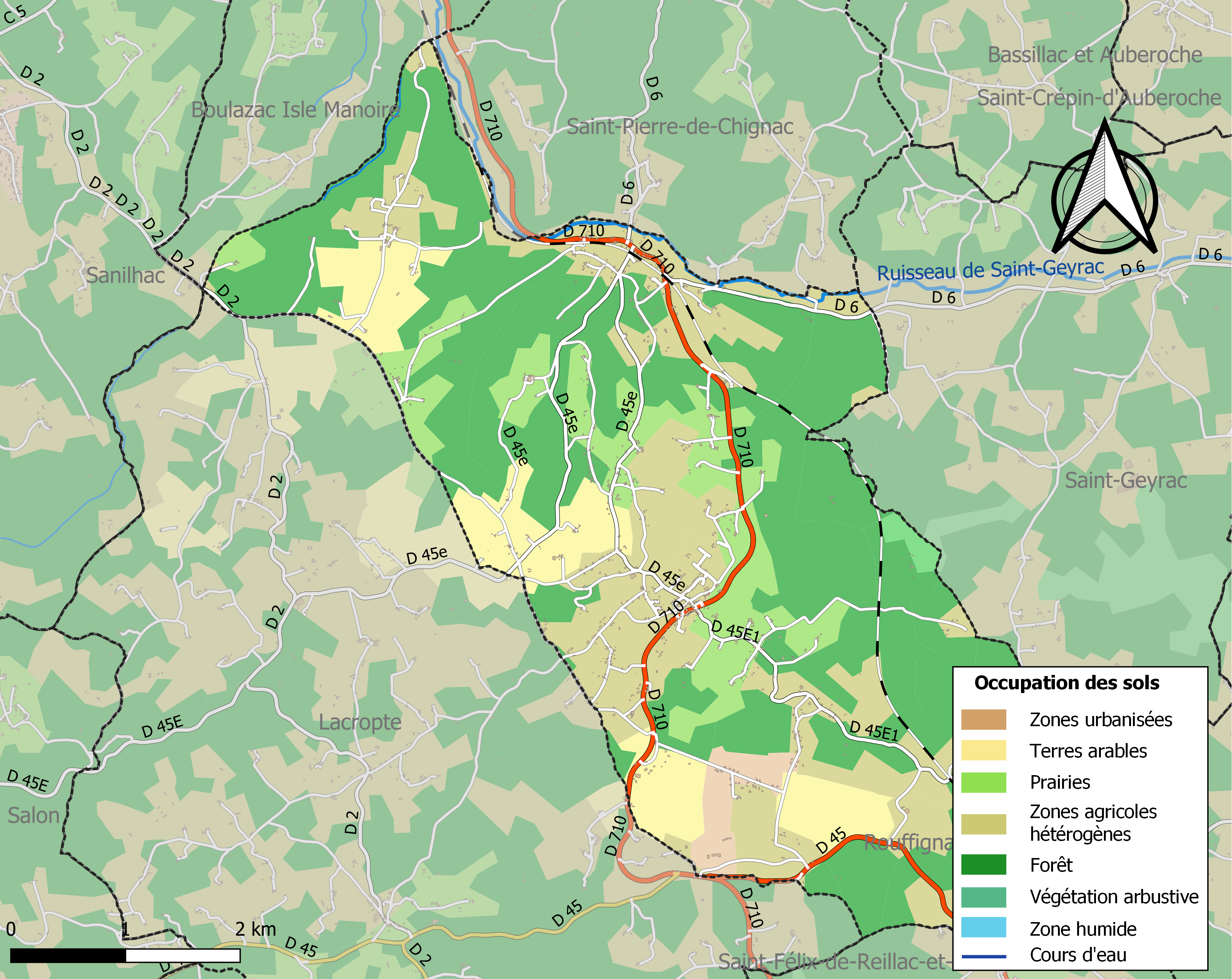
Carte des infrastructures et de l'occupation des sols de la commune en 2018 (CLC).

### Villages, hameaux et lieux-dits
Outre le bourg de La Douze proprement dit, la commune se compose d'autres villages ou hameaux, ainsi que de lieux-dits :
- la Bénéchie
- les Bessades
- le Bias
- la Bouchardie
- le Bournat
- la Brunette
- Chassemignier
- Castel Dêche
- Chauffour
- chez Toni
- la Faltie
- la Faranbaudie
- Faurecuiller
- les Fayes
- Flanbaudie
- Fon Ladouze
- les Fontanelles
- les Fontilles
- Gare de la Gélie
- la Garenne
- les Granges
- Guinot
- la Guirmandie
- les Hautes Versannes
- les Jaunias
- Ladeuil
- le Ladoir
- Landrevie
- les Laqueys
- Larcherie
- Laugerie
- Laulurie
- Maison Neuve
- la Maisonnette
- les Marqueys
- les Martinies Basses
- les Martinies Hautes
- Mas Bouchard
- le Maslusson
- le Merle
- Montplaisir
- le Moulin de Larcherie
- les Moutias
- le Pavillon
- la Petite Veyrière
- les Petites Fayes
- Peyssut
- les Picadis
- le Pierrey
- Plaisance
- la Plantade
- Poumeyrol
- la Prade
- les Pradelles
- le Pressoir
- Puymédie
- les Révelies
- les Roches
- les Roches Sud
- la Rouge
- la Roumevie
- le Roussier
- Saint-Mathieu
- le Terme Blanc
- la Tournerie
- la Tuilière
- les Tuilières
- Vallon du Buissonnet
- les Versannes
- la Veyrière
- les Vignauds.

### Prévention des risques
Le territoire de la commune de La Douze est vulnérable à différents aléas naturels : météorologiques (tempête, orage, neige, grand froid, canicule ou sécheresse), feux de forêts, mouvements de terrains et séisme (sismicité très faible). Un site publié par le BRGM permet d'évaluer simplement et rapidement les risques d'un bien localisé soit par son adresse soit par le numéro de sa parcelle.
La Douze est exposée au risque de feu de forêt. L’arrêté préfectoral du 14 mars 2013 fixe les conditions de pratique des incinérations et de brûlage dans un objectif de réduire le risque de départs d’incendie. À ce titre, des périodes sont déterminées : interdiction totale du 15 février au 15 mai et du 15 juin au 15 octobre, utilisation réglementée du 16 mai au 14 juin et du 16 octobre au 14 février. En septembre 2020, un plan inter-départemental de protection des forêts contre les incendies (PidPFCI) a été adopté pour la période 2019-2029,.

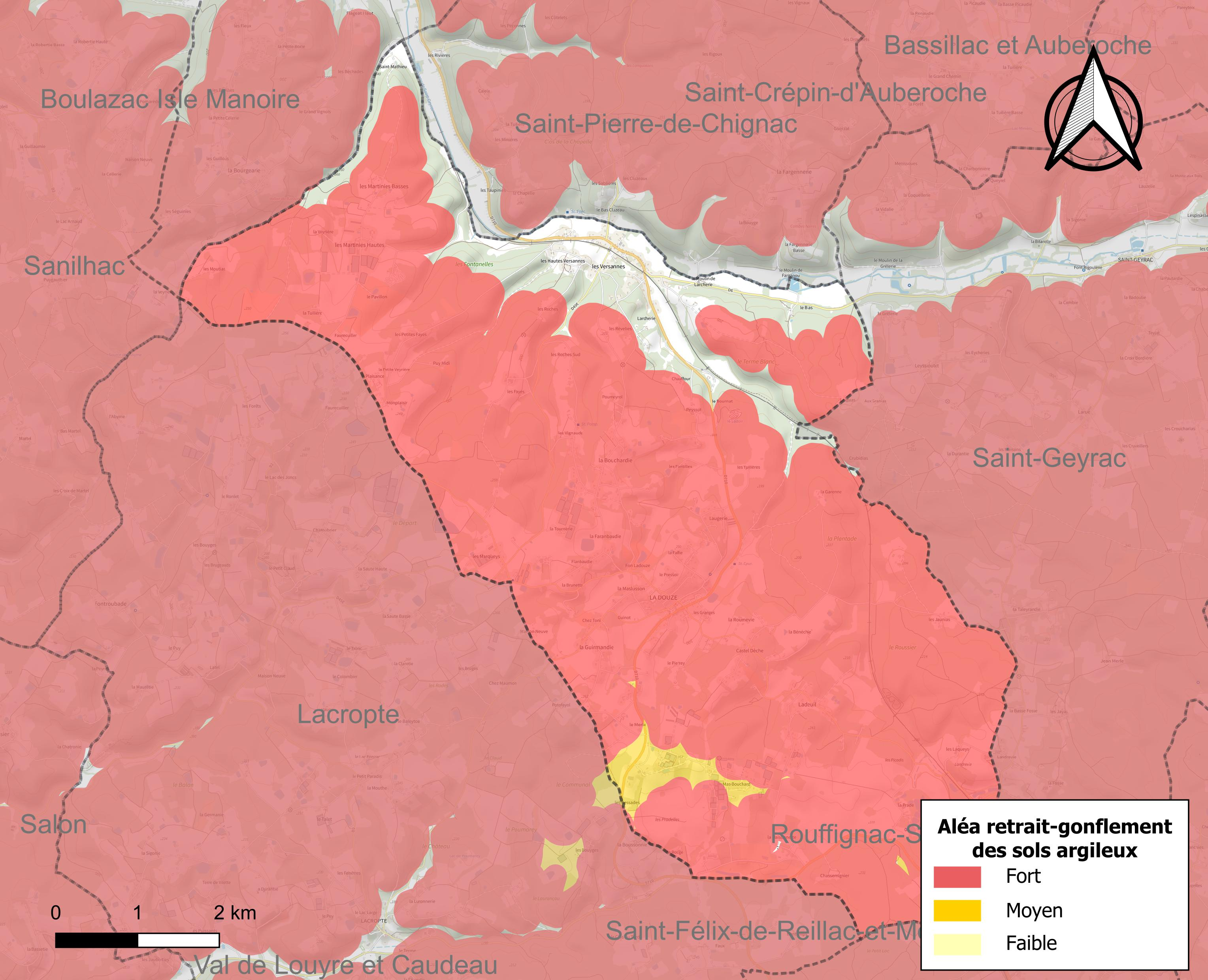
Carte des zones d'aléa retrait-gonflement des sols argileux de La Douze.

Les mouvements de terrains susceptibles de se produire sur la commune sont des tassements différentiels. Le retrait-gonflement des sols argileux est susceptible d'engendrer des dommages importants aux bâtiments en cas d’alternance de périodes de sécheresse et de pluie. 88,5 % de la superficie communale est en aléa moyen ou fort (58,6 % au niveau départemental et 48,5 % au niveau national métropolitain). Depuis le 1er octobre 2020, en application de la loi ÉLAN, différentes contraintes s'imposent aux vendeurs, maîtres d'ouvrages ou constructeurs de biens situés dans une zone classée en aléa moyen ou fort,.
La commune a été reconnue en état de catastrophe naturelle au titre des dommages causés par les inondations et coulées de boue survenues en 1982, 1983, 1986, 1993 et 1999, par la sécheresse en 1989, 1992, 1997, 2005 et 2011 et par des mouvements de terrain en 1999.

## Toponymie

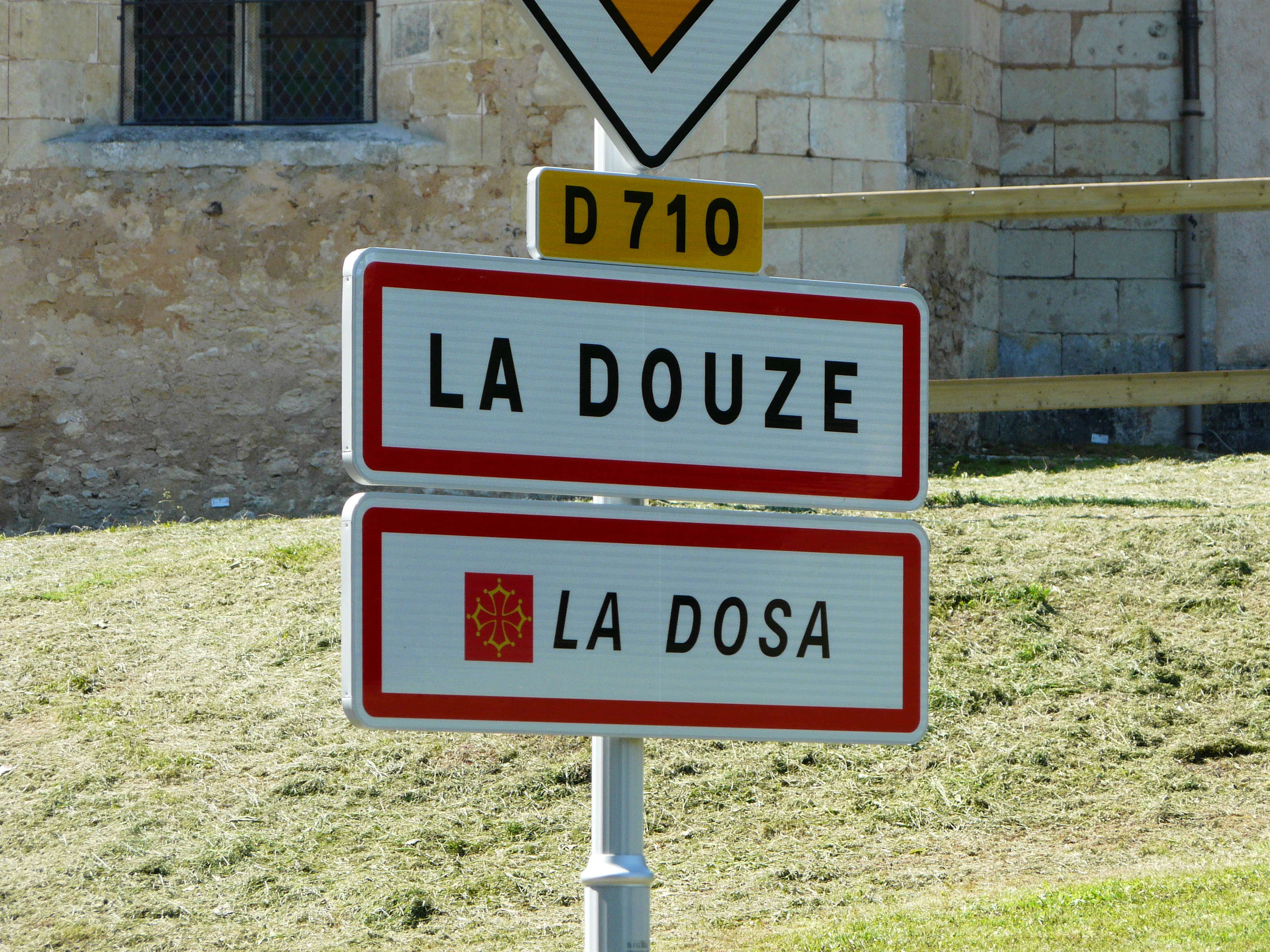
Panneau d'entrée du bourg en français et occitan.

La première mention écrite connue du lieu date du XIIIe siècle, sous la forme « La Doza », transformée en 1312 en « La Douza ».
Son origine pourrait provenir de Latusia (villa), la villa de Latusius, nom latin ou gallo-romain de personne, mais compris comme la dosa, terme occitan à rapprocher de dotz (source abondante). Une autre hypothèse le ferait dériver de lutosa (aqua) signifiant « (eau) limoneuse » en latin, avec toujours un rapprochement de dotz en occitan (source, courant).
En occitan, la commune porte le nom de La Dosa.

## Histoire
Le territoire communal a été occupé au Paléolithique, au Néolithique, puis à l'époque gallo-romaine.
La seigneurie de La Douze est acquise en 1372 par la famille d'Abzac. Elle en obtient l'érection en marquisat en 1615, « pour service rendu au roi au cours des guerres de Religion », titre qui a été porté jusqu'en 1943.
Sur la carte de Cassini représentant la France entre 1756 et 1789, le village est identifié sous le nom de Ladouze.
La commune porta, au cours de la période révolutionnaire de la Convention nationale (1792-1795), le nom de Montagne-Ladouze.

### Liste des seigneurs, puis barons et marquis de La Douze depuis 1372
- 1372-v.1414 Adhémar Ier d'Abzac (+v.1414)
- v.1414-1428 Olivier d'Abzac (+1428), son fils
- 1428-1478 Guy II d'Abzac (1400-1478), maire de Périgueux de 1465 à 1466, son fils
- 1478-1508 Jean Ier d'Abzac (+1508), son fils
- 1508-1528 Jean II d'Abzac (+1528), son fils
- 1528-1550 Pierre Ier d'Abzac (+1550), baron de La Douze, son fils
- 1550-1594 Gabriel Ier d'Abzac (+1594), baron de La Douze, son fils
- 1594-1621 Gabriel II d'Abzac (+1621), 1er marquis de La Douze en 1615, son fils
- 1621-1661 Charles d'Abzac (+1661), 2e marquis, son fils
- 1661-1669 Pierre II d'Abzac (1634-1669), 3e marquis, son fils
- 1669-1698 Jean-François d'Abzac (+1698), 4e marquis, son fils. Le titre s'éteint en droit à sa mort (plus de descendants mâles du premier bénéficiaire), mais il est repris par son plus proche cousin et sa descendance.
- 1698-v.1716 Jean III d'Abzac (+v.1716), 5e marquis, petit-neveu de Gabriel II d'Abzac
- v.1716-v.1748 Jean IV d'Abzac (+v.1748), 6e marquis, son fils
- v.1748-1786 Jean V d'Abzac (1700-1786), 7e marquis, son fils
- 1786-1794 Jean VI d'Abzac (1729-1794), 8e marquis, son fils
- 1794-1834 Jean VII d'Abzac (1781-1834), 9e marquis, maire de Périgueux de 1816 à 1820, son fils
- 1834-1848 Alexandre d'Abzac (1783-1848), 10e marquis, son frère
- 1848-1870 Adhémar II d'Abzac (1828-1870), 11e marquis, abbé de Notre-Dame-des-Dombes, son fils
- 1870-1895 Ulric d'Abzac (1823-1891), 12e marquis, petit-neveu de Jean VI d'Abzac
- 1895-1943 Amalric d'Abzac (1864-1943), 13e marquis, son fils. En 1929, Amalric d'Abzac demeuré sans postérité, adopta ses neveux Pierre et Louis du Cheyron de Beaumont qui relèvent le nom. Depuis leurs descendants portent le nom de « du Cheyron de Beaumont d'Abzac de Ladouze ».

## Politique et administration

### Rattachements administratifs et électoraux
La commune de La Douze a, dès 1790, été rattachée au canton de Saint Pierre de Chignac qui dépendait du district de Perigueux jusqu'en 1795, date de suppression des districts. En 1801, le canton de Saint-Pierre-de-Chignac (nouvelle typographie) dépend de l'arrondissement de Périgueux.
Dans le cadre de la réforme de 2014 définie par le décret du 21 février 2014, ce canton disparaît aux élections départementales de mars 2015. La commune est alors rattachée au canton d'Isle-Manoire.

### Intercommunalité
En 2001, La Douze intègre dès sa création la communauté de communes Isle Manoire en Périgord. Celle-ci disparaît le 31 décembre 2013, remplacée au 1er janvier 2014 par une nouvelle intercommunalité élargie : Le Grand Périgueux.

### Administration municipale
La population de la commune étant comprise entre 500 et 1 499 habitants au recensement de 2017, quinze conseillers municipaux ont été élus en 2020,.

### Liste des maires

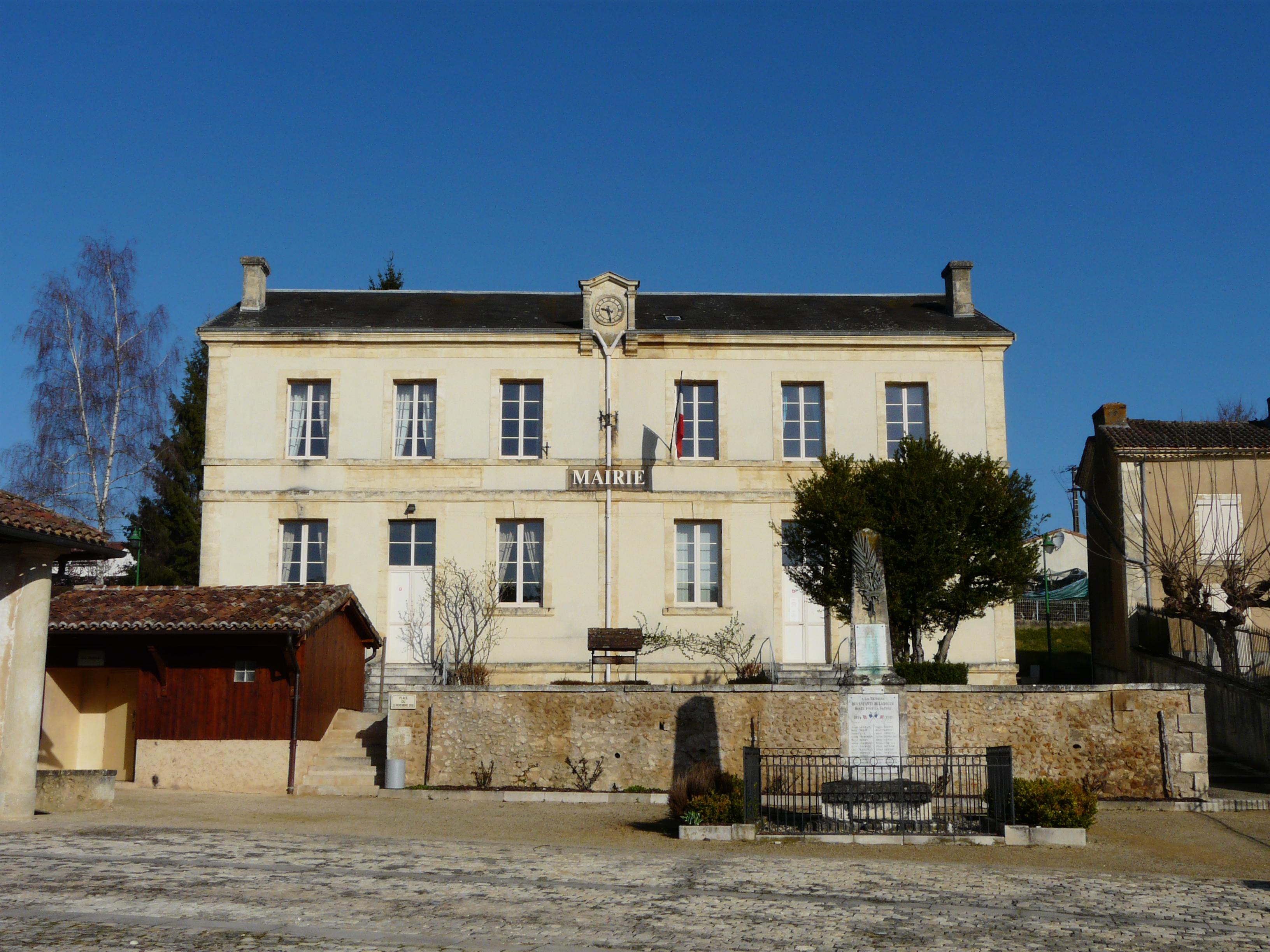
La mairie.

| Période                                  | Période       | Identité             | Étiquette            | Qualité                                         |
| ---------------------------------------- | ------------- | -------------------- | -------------------- | ----------------------------------------------- |
| Les données manquantes sont à compléter. |               |                      |                      |                                                 |
|                                          |               |                      |                      |                                                 |
|                                          | 1880          | Jean Maligne         |                      |                                                 |
| 1880                                     | janvier 1881  | Jeoffroy Latournerie |                      | Conseiller municipal faisant fonctions de maire |
| janvier 1881                             | mai 1882      | Claude Fargeot       |                      |                                                 |
| mai 1882                                 | mai 1896      | Jean Maligne         |                      |                                                 |
| mai 1896                                 | mai 1908      | Pierre Pialat        |                      |                                                 |
| mai 1908                                 | 1945          | Charles Hédelin      |                      |                                                 |
| mai 1945                                 | mai 1953      | Ferdinand Naboulet   | SFIO                 |                                                 |
| mai 1953                                 | mars 1969     | Roger Mespoulède     |                      |                                                 |
| mai 1969                                 | octobre 1975  | André Duteil         |                      |                                                 |
| octobre 1975                             | novembre 1975 | René Charenton       |                      | Adjoint faisant fonctions de maire              |
| novembre 1975                            | mars 1977     | René Charenton       |                      |                                                 |
| mars 1977                                | mars 1989     | Marcel Vibien        | PS                   | Retraité d'entreprise du bâtiment               |
| mars 1989                                | juin 1995     | Jean Favreau         | SE                   | Électricien                                     |
| juin 1995                                | mars 2008     | Edmond Debaere       | SE                   | Officier supérieur en retraite                  |
| mars 2008                                | avril 2014    | Jean-Claude Vibien   | SE                   | Retraité du ministère de la Justice             |
| avril 2014                               | En cours      | Vincent Lacoste      | UMP-LR puis Horizons |                                                 |

## Équipements et services publics

### Enseignement
En 2012, la commune assure des classes de maternelle et de primaire.

### Justice
Dans le domaine judiciaire, La Douze relève : 
- du tribunal judiciaire, du tribunal pour enfants, du conseil de prud'hommes et du tribunal de commerce de Périgueux ;
- du pôle Nationalité du tribunal judiciaire de Périgueux (compétent uniquement dans le domaine de la nationalité) ;
- de la cour d'appel, du tribunal administratif et de la  cour administrative d'appel de Bordeaux.

## Population et société

### Démographie
Les habitants de La Douze se nomment les Ladouzois.
L'évolution du nombre d'habitants est connue à travers les recensements de la population effectués dans la commune depuis 1793. Pour les communes de moins de 10 000 habitants, une enquête de recensement portant sur toute la population est réalisée tous les cinq ans, les populations de référence des années intermédiaires étant quant à elles estimées par interpolation ou extrapolation. Pour la commune, le premier recensement exhaustif entrant dans le cadre du nouveau dispositif a été réalisé en 2006.

En 2022, la commune comptait 1 147 habitants, en évolution de +0,7 % par rapport à 2016 (Dordogne : +0,37 %, France hors Mayotte : +2,11 %).
| 1793 | 1800 | 1806 | 1821 | 1831 | 1836 | 1841  | 1846  | 1851 |
| ---- | ---- | ---- | ---- | ---- | ---- | ----- | ----- | ---- |
| 863  | 869  | 852  | 875  | 920  | 988  | 1 005 | 1 079 | 979  |

| 1856  | 1861 | 1866 | 1872 | 1876  | 1881 | 1886 | 1891 | 1896 |
| ----- | ---- | ---- | ---- | ----- | ---- | ---- | ---- | ---- |
| 1 048 | 970  | 984  | 989  | 1 022 | 944  | 887  | 908  | 904  |

| 1901 | 1906 | 1911 | 1921 | 1926 | 1931 | 1936 | 1946 | 1954 |
| ---- | ---- | ---- | ---- | ---- | ---- | ---- | ---- | ---- |
| 915  | 952  | 886  | 780  | 759  | 763  | 804  | 792  | 747  |

| 1962 | 1968 | 1975 | 1982 | 1990 | 1999 | 2006 | 2011  | 2016  |
| ---- | ---- | ---- | ---- | ---- | ---- | ---- | ----- | ----- |
| 701  | 693  | 700  | 801  | 866  | 902  | 991  | 1 095 | 1 139 |

| 2021  | 2022  | - | - | - | - | - | - | - |
| ----- | ----- | - | - | - | - | - | - | - |
| 1 155 | 1 147 | - | - | - | - | - | - | - |

### Sports
En 2014, le club de football de la commune fusionne avec le FC Cendrieux, formant le FC Cendrieux/La Douze (FCCL). En 2020, ce club fusionne avec L'Étoile Sportive Alvéroise et la Jeunesse du Périgord Centre (qui regroupait les jeunes du FCCL, de L'Étoile Sportive Alvéroise et de Vergt), la nouvelle entité prenant le nom de FC Périgord Centre (FCPC).

### Manifestations culturelles et festivités
- La commune a accueilli la 96e Félibrée en juillet 2015.
- Les 7 et 8 septembre 2019, un rassemblement de plus de 130 équipages de Renault 12 a eu lieu pour le 50e anniversaire de la sortie de cette voiture[58].

## Économie

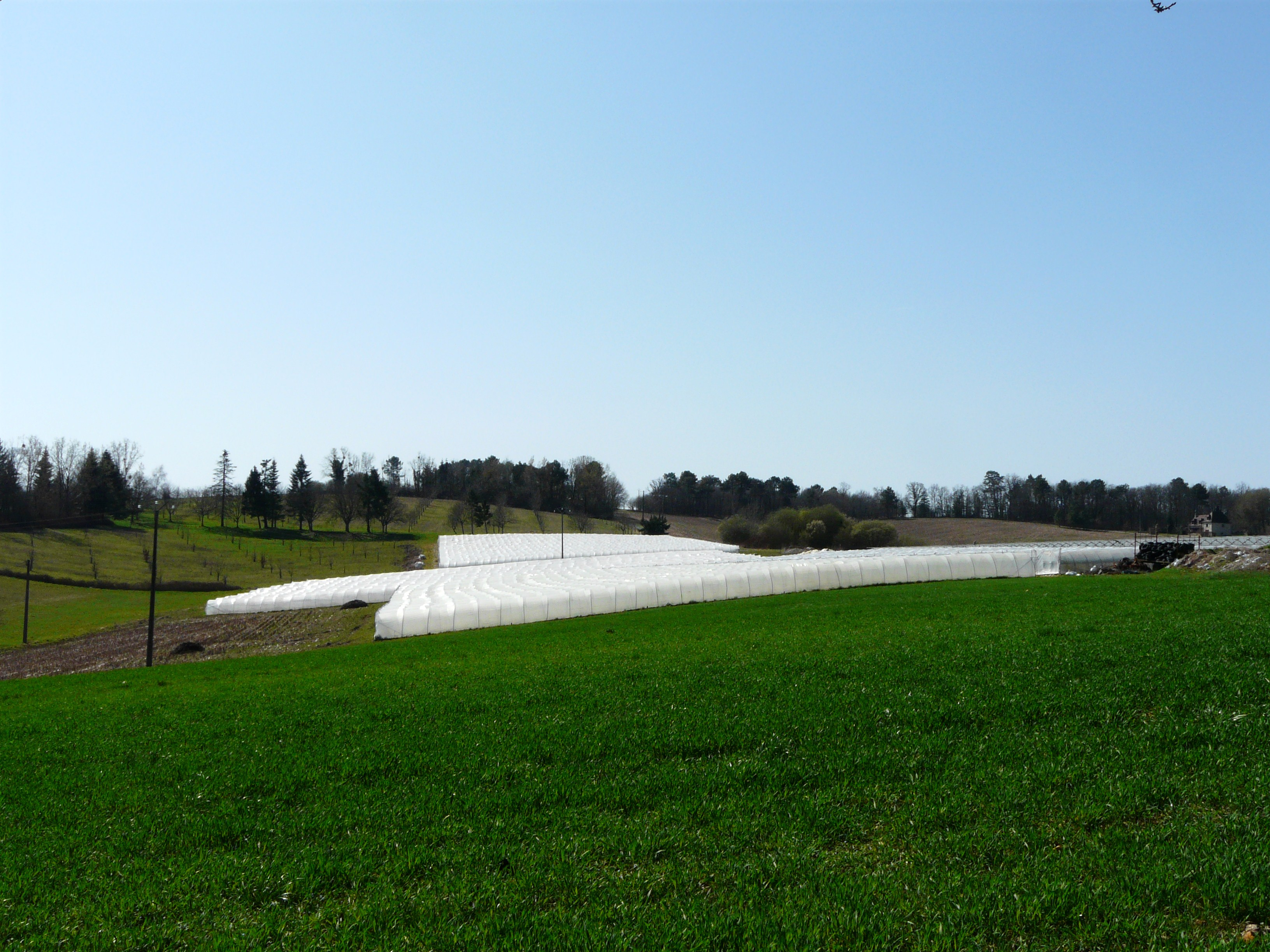
Tunnels de fraisiculture près des Martinies.

### Emploi
En 2015, parmi la population communale comprise entre 15 et 64 ans, les actifs représentent 549 personnes, soit 48,5 % de la population municipale. Le nombre de chômeurs (95) a augmenté par rapport à 2010 (67) et le taux de chômage de cette population active s'établit à 17,2 %.

### Établissements
Au 31 décembre 2015, la commune compte 110 établissements, dont cinquante-huit au niveau des commerces, transports ou services, vingt-neuf dans l'agriculture, la sylviculture ou la pêche, quinze dans la construction, six relatifs au secteur administratif, à l'enseignement, à la santé ou à l'action sociale, et deux dans l'industrie.

## Culture locale et patrimoine

### Lieux et monuments

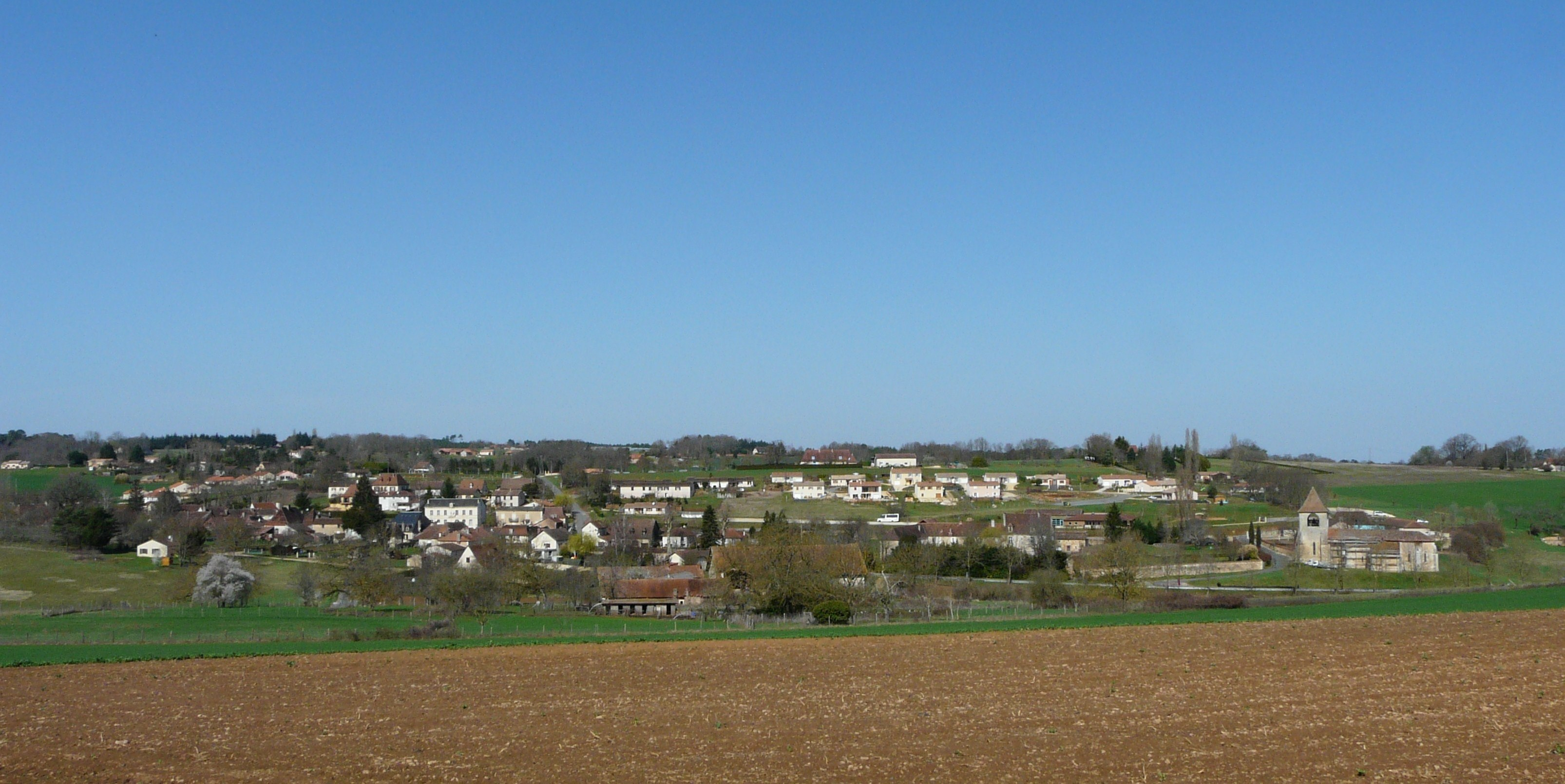
Panorama sur le village de La Douze.

- Château de La Douze, vaste édifice médiéval détruit en 1669, dont il ne subsiste qu'un écu armorié et une pièce voûtée[62]. Sur son emplacement a été reconstruit un manoir[41].
- Château des Taillots, édifice médiéval rasé dont il ne subsiste que les fossés[63].
- Église Saint-Pierre-ès-Liens, gothique, XVe – XVIe siècle, inscrite au titre des monuments historiques depuis 1927[64].
- Chartreuse des Martinies, fin XVIIe ou début XVIIIe siècle[65].
- Halle dans le bourg.
- Centre naturiste de Laulurie[66].

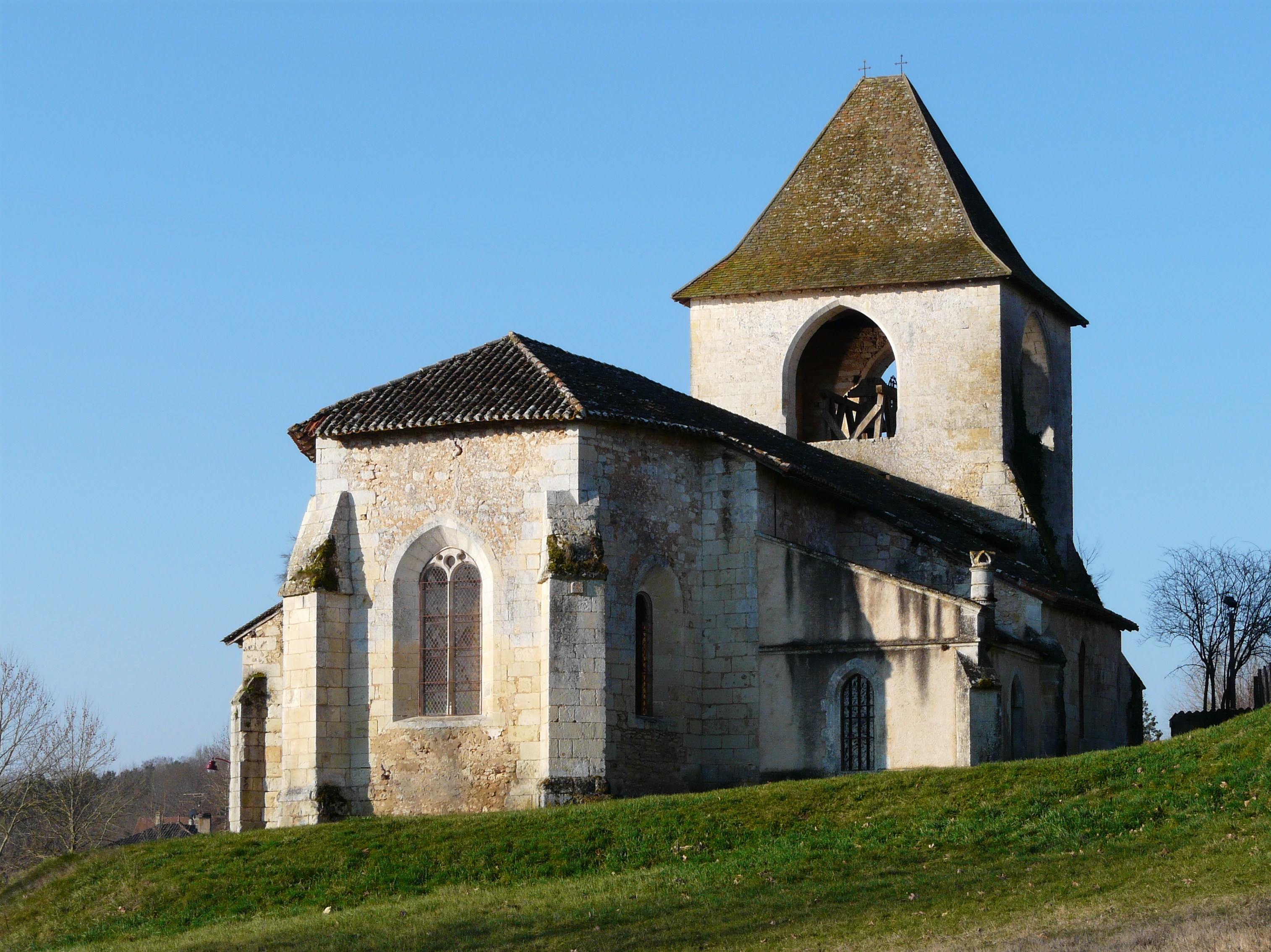
L'église Saint-Pierre-ès-liens.
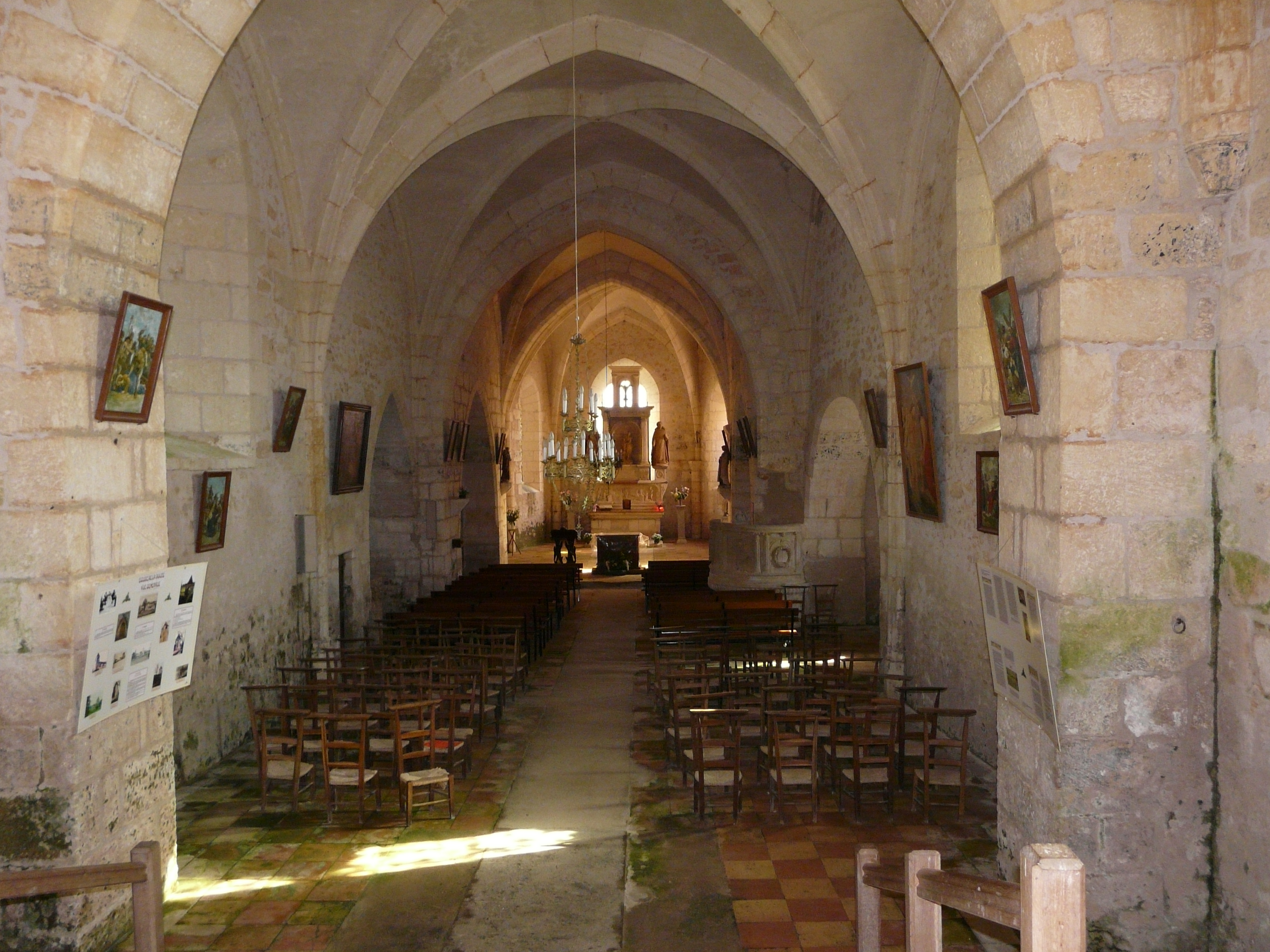
La nef de l'église.
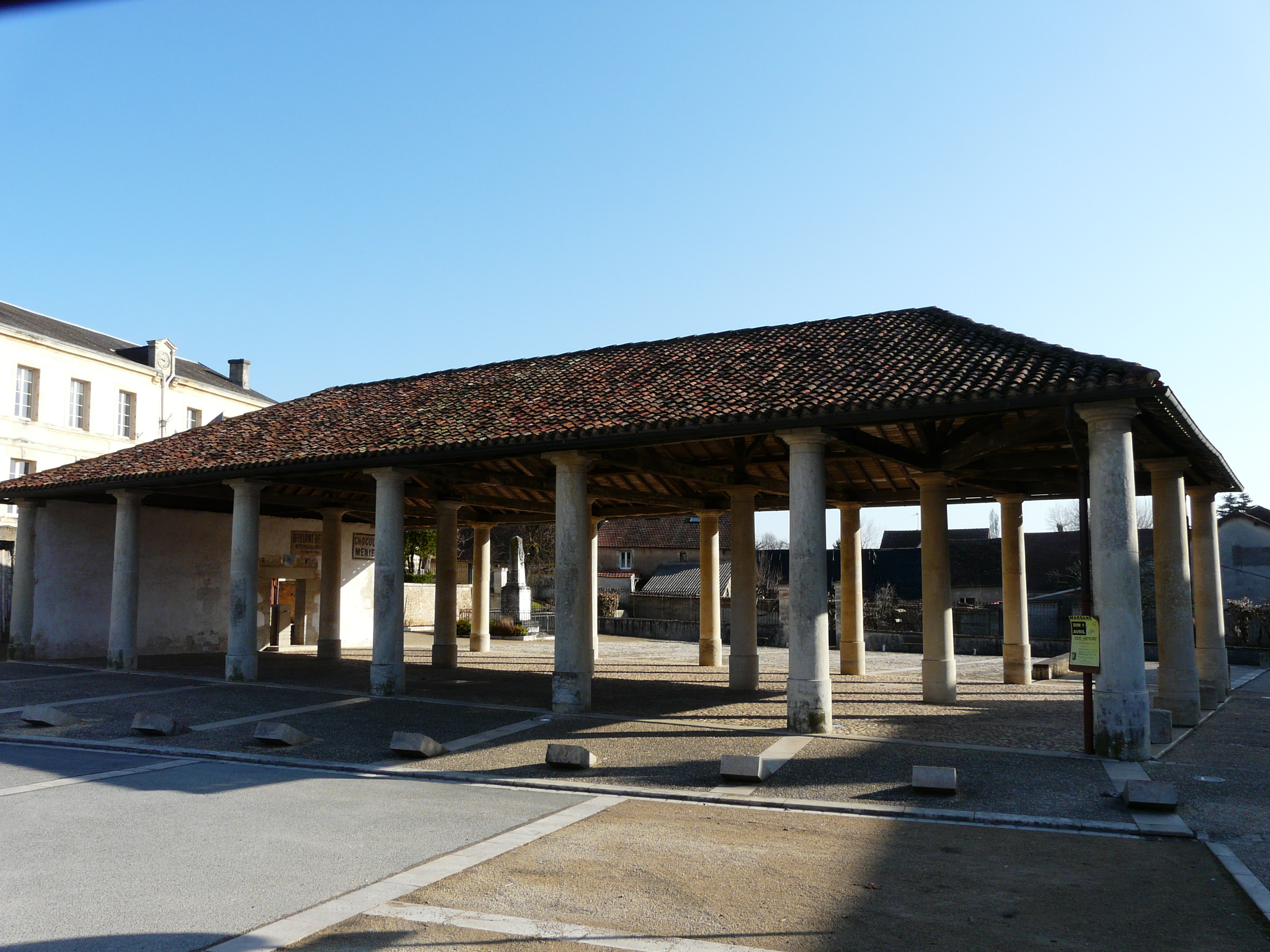
La halle.
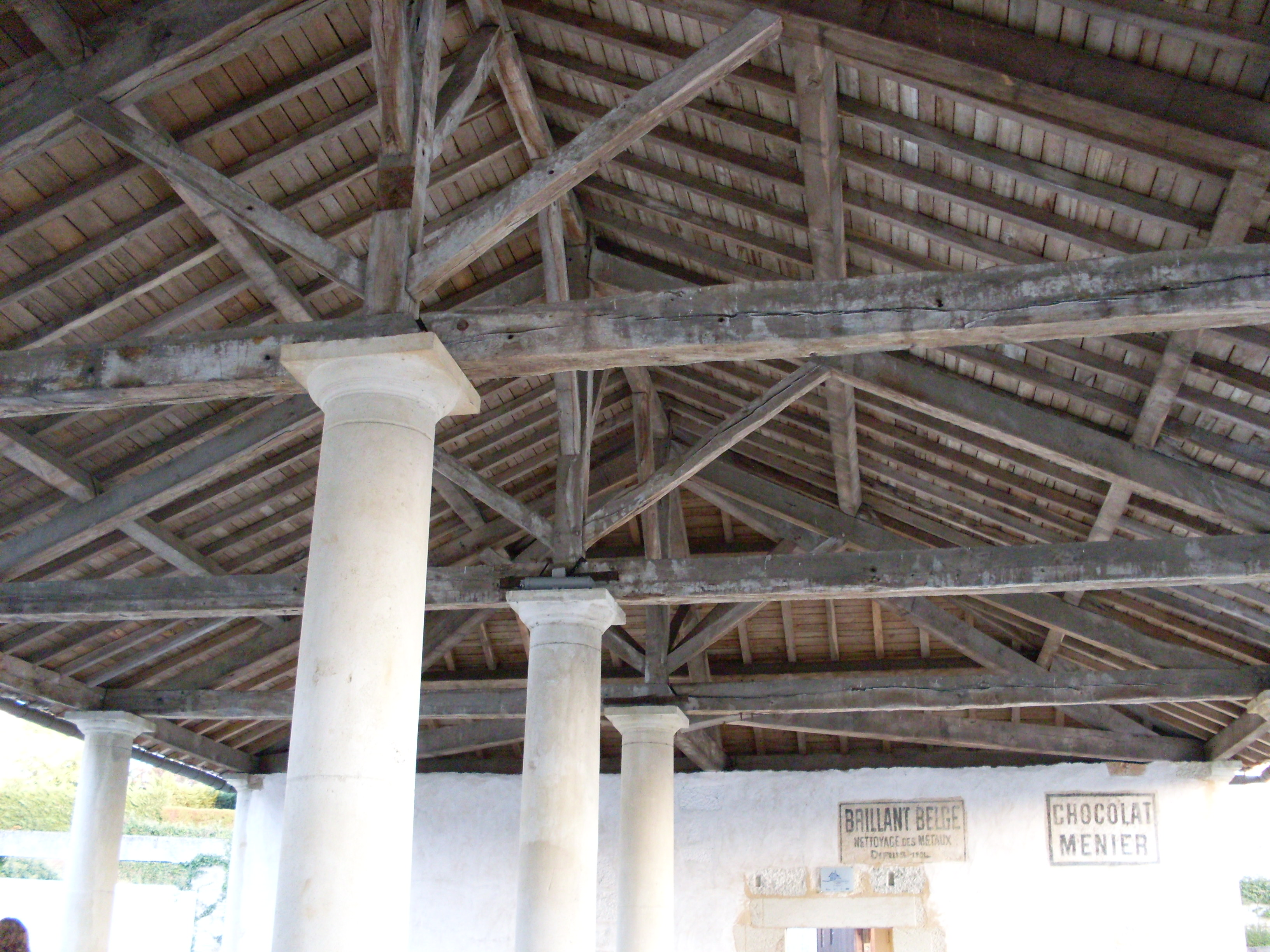
La charpente de la halle.

### Personnalités liées à la commune
- Hélie, dit Gantonnet d'Abzac (?-1401)[67], connétable, mort à La Douze.
- Pierre d'Abzac de La Douze (1427-1502), archevêque de Narbonne, né et mort à La Douze[67].
- Jean-Jacques Gillot, né en 1952 à La Douze, historien et politologue.
- Josiane, dite Agathe Bonnet, artiste-peintre, est élue et réside à La Douze[réf. nécessaire].

### Patrimoine culturel

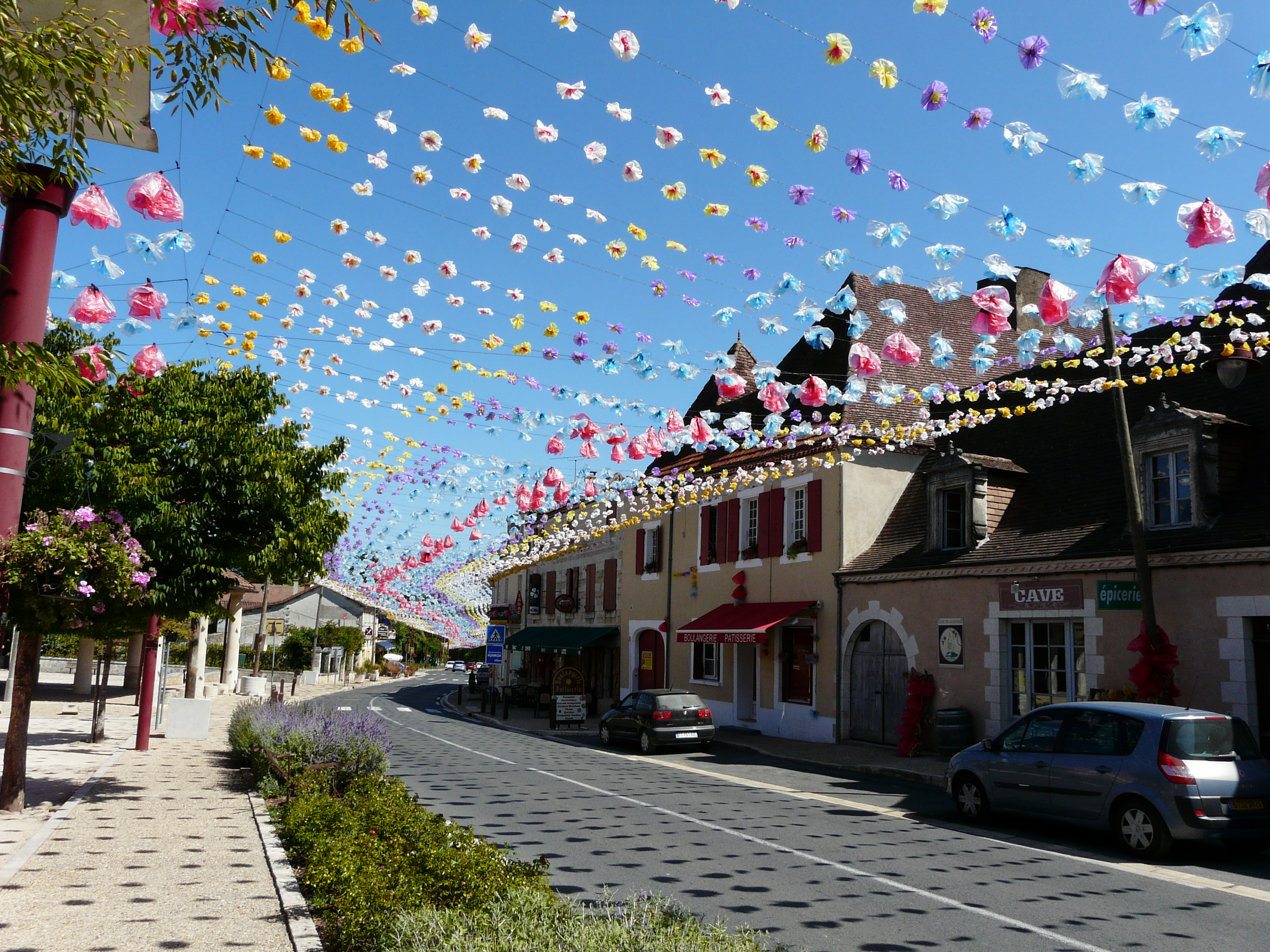
Le bourg de La Douze pavoisé pour la Félibrée 2015.

L'association loi de 1901 « Les Amis de La Douze - Los Amics de La Dosa » a pour objet la défense des intérêts matériels, moraux, patrimoniaux et culturels de la commune et de ses habitants.
En juillet 2015, La Douze organise pour la première fois la Félibrée du Périgord, dont c'est la 96e édition.

### Héraldique
| Blason de La Douze | Blason  | D'azur à la tour d'argent, ouverte et maçonnée de sable, adextrée d'une fleur de lis, senestrée d'une crosse le tout d'or, et soutenue d'une rivière d'argent. |
| Blason de La Douze | Détails | Le statut officiel du blason reste à déterminer. |

## Pour approfondir